# Мугань
Муга́нь (азерб. Muğan, перс. مغان‎) — историческая область, занимающая одноимённую равнину. На севере ограничена Ширваном, на западе Карабахом, на востоке Каспийским морем, а на юге Талышскими горами. Согласно энциклопедии Ираника, Мугань, часть исторического Азербайджана, была разделена по Туркманчайскому договору между Персией и Россией (впоследствии СССР и Азербайджанская Республика).

## Название
Название происходит от зороастрийского «mūγàn», означающее «огнепоклонники». В армянских источниках упоминается как Мовакан.

## История
В 1684 году немецкий путешественник Кемпфер сообщал, что Мугань населяют люди, пришедшие из Турции. В XVIII веке в Мугани кочевали шахсевены.
Мугань не входила ни в Талышское ни в Шемахинское ни в Карабахское ханства, эти ханства лишь граничили с Муганью. Этот большой регион был, таким "диким полем" где кочевали вольные тюркские шиитские племена. Это были как племя шахсевенов так и другие кочевые племена, объединенные общим названием "терекеме". Они жили первобытно-общинным строем в отличии от соседних феодальных государств.
В первой половине XIX века по Туркманчайскому договору вошла в состав Российской империи (впоследствии СССР и Азербайджанская Республика). После чего здесь, на границе между землями азербайджанских тюрок и талышей, появляются русские села, преимущественно — молокан: Андреевка (1847), Астраханка (1845), Пришиб (1840), Николаевка (1840) и Новоголовка (1844). Также были основаны Вель (1838, старообрядцы), Ольховка, Привольное (1839, субботники) и Православное (название призвано показать отличие от «сектантских» сел). К концу XIX века численность русского населения края достигла 100 тыс. человек. Административно Мугань входила в состав Бакинской губернии.

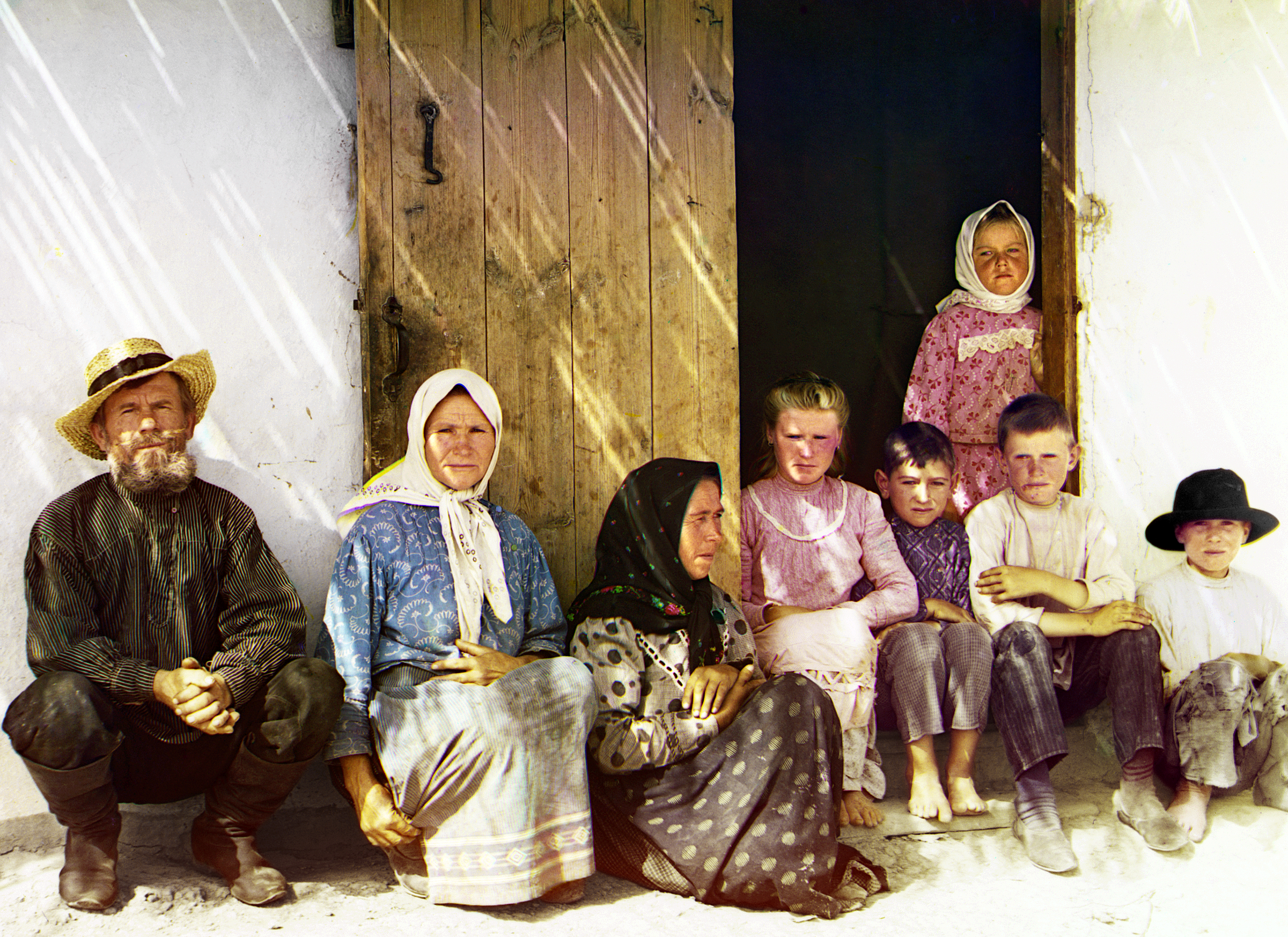
Русские поселенцы в Мугани (начало XX в.) Фото Прокудина-Горского

В годы революции Мугань погрузилась в состояние анархии, приведшее к частой смене власти, этническому насилию и бело-большевистскому противостоянию. Среди азербайджанского населения получили распространение мусаватистские идеи, что привело к столкновениям с русским населением. Северная Мугань была разорена, а в южном вооруженное ополчение организовал полковник пограничной стражи Ильяшевич. Общий враг привел муганское ополчение к союзу с Бакинским Советом. 4 августа 1918 года появилась «Временная военная диктатура Мугани», которая поддерживала белое движение. 3 сентября муганский отряд поручика Б. А. Хошева отразил натиск турецко-азербайджанской армии. В декабре 1918 года был образован Муганский край в составе России, органами самоуправления которого стали Краевой Совет и Краевая управа. Трения между деникинцами (которых представлял Бичерахов) и муганцами привели к провозглашению 2 мая 1919 года Муганской советской республики с центром в Ленкорани. Поскольку пролетариат в Мугани отсутствовал, депутатами советов были солдаты и трудящиеся (крестьяне).
В настоящее время здесь расположены Аджигабульский, Сальянский, Имишлинский, Саатлинский, Сабирабадский и другие районы Азербайджана. Иранский сектор до 1993 года охватывал провинцию Восточный Азербайджан, после чего он составлял северную часть провинции Ардебиль.
История:
- Муганская диктатура (1918)
- Талыш-Муганская Автономная Республика (1993)